# 駐日ベルギー大使館
駐日ベルギー大使館（ちゅうにちベルギーたいしかん、オランダ語: Ambassade van België in Japan、フランス語: Ambassade de Belgique au Japon、英語: Embassy of Belgium in Japan）とは、ベルギーが日本の首都東京に設置している大使館である。在東京ベルギー大使館（オランダ語: Ambassade van België in Tokio、フランス語: Ambassade de Belgique à Tokyo、英語: Embassy of Belgium in Tokyo）とも呼ばれる。
現在、同じ建物の同じ階に在東京ベルギー総領事館（オランダ語: Consulaat-Generaal van België in Tokio、フランス語: Consulat général de Belgique à Tokyo、英語: Consulate-General of België in Tokyo）も入居している。

## 所在地
〒102-0084　東京都千代田区二番町5-4

## 大使
2023年10月19日より、アントワン・エヴラーが特命全権大使を務めている。
歴代の大使・公使に関しては駐日ベルギー大使に記載